# کلیسای جامع چیچستر
کلیسای جامع چیچستر (انگلیسی: Chichester Cathedral) یک کلیسای جامع در شهر چیچستر، انگلستان است.
این کلیسا که در سال ۱۰۷۵ ساخته شده دارای ۱۲۴ متر طول، ۱۵۷ متر عرض و مناره‌ای به طول ۸۴ متر می‌باشد.

## نگارخانه

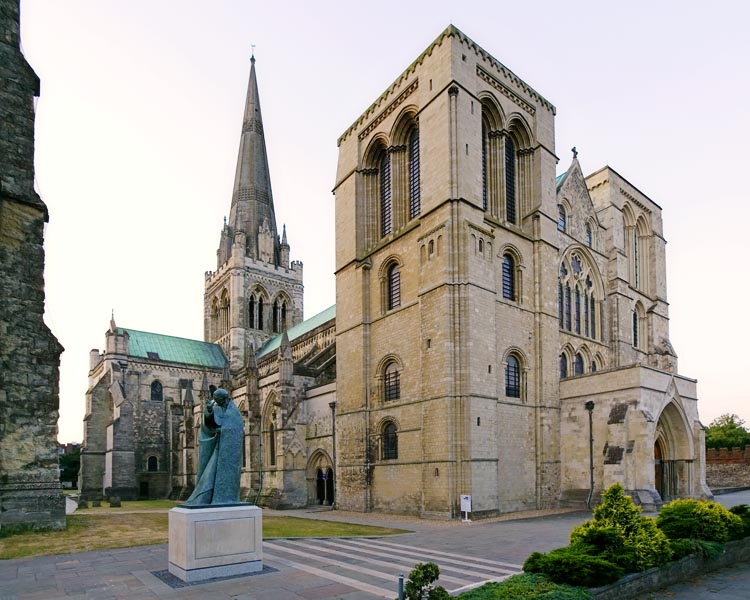
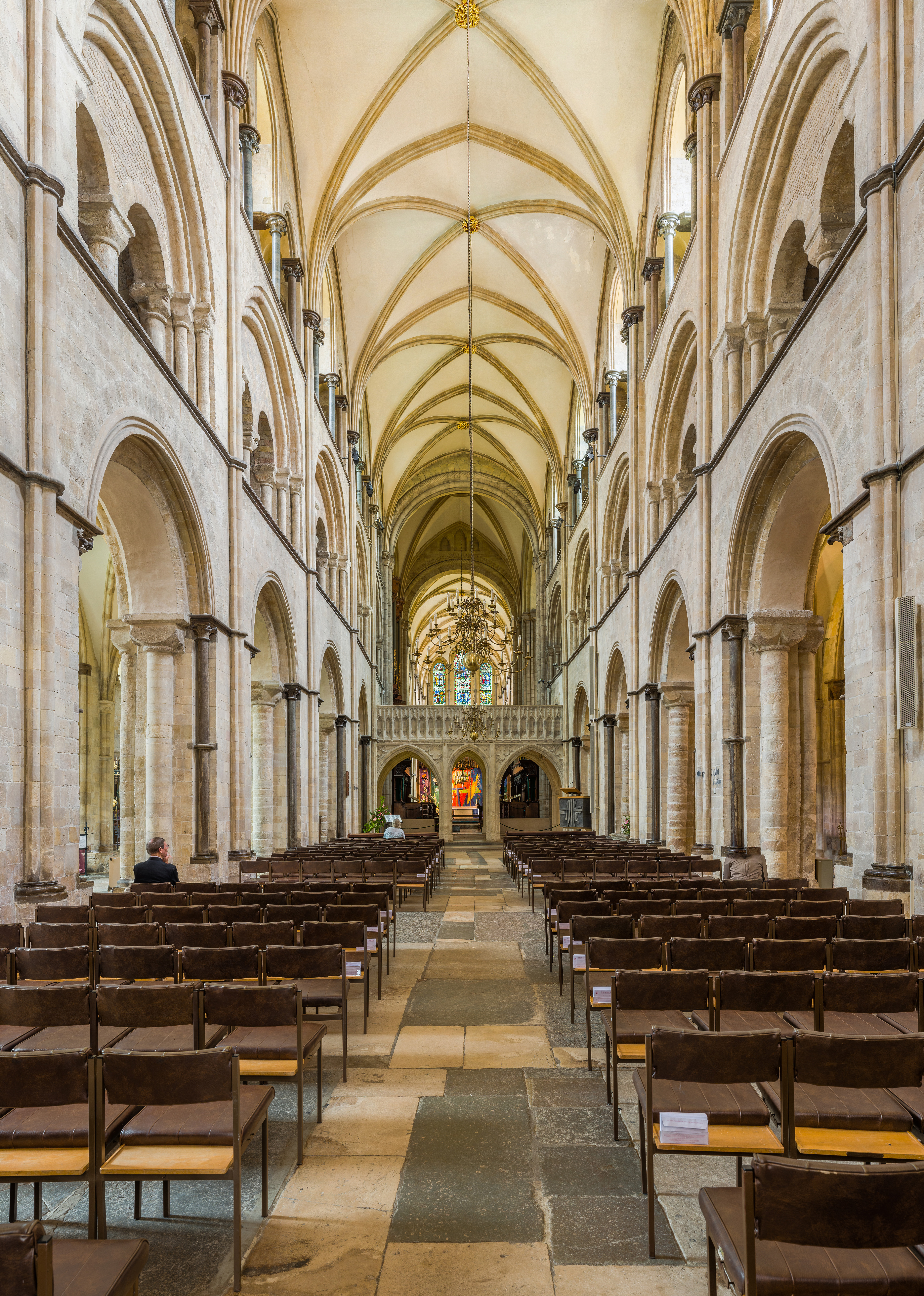
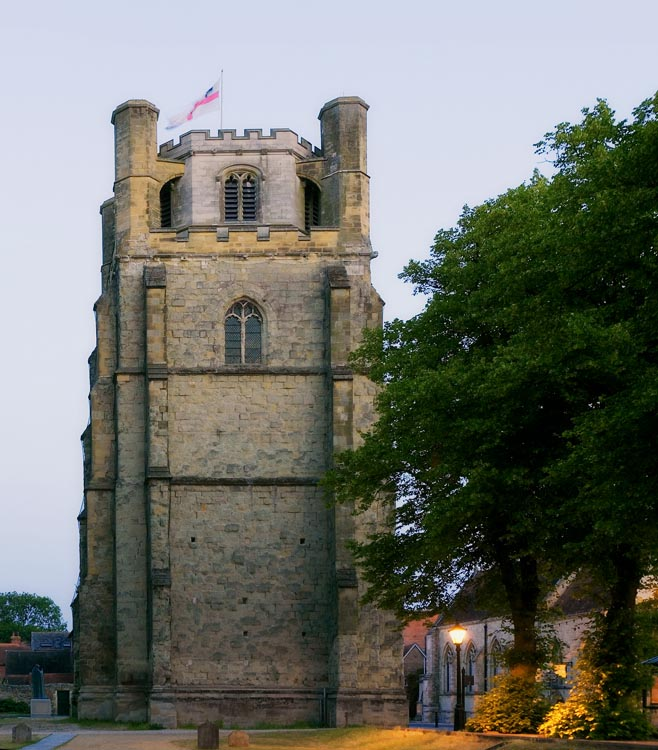
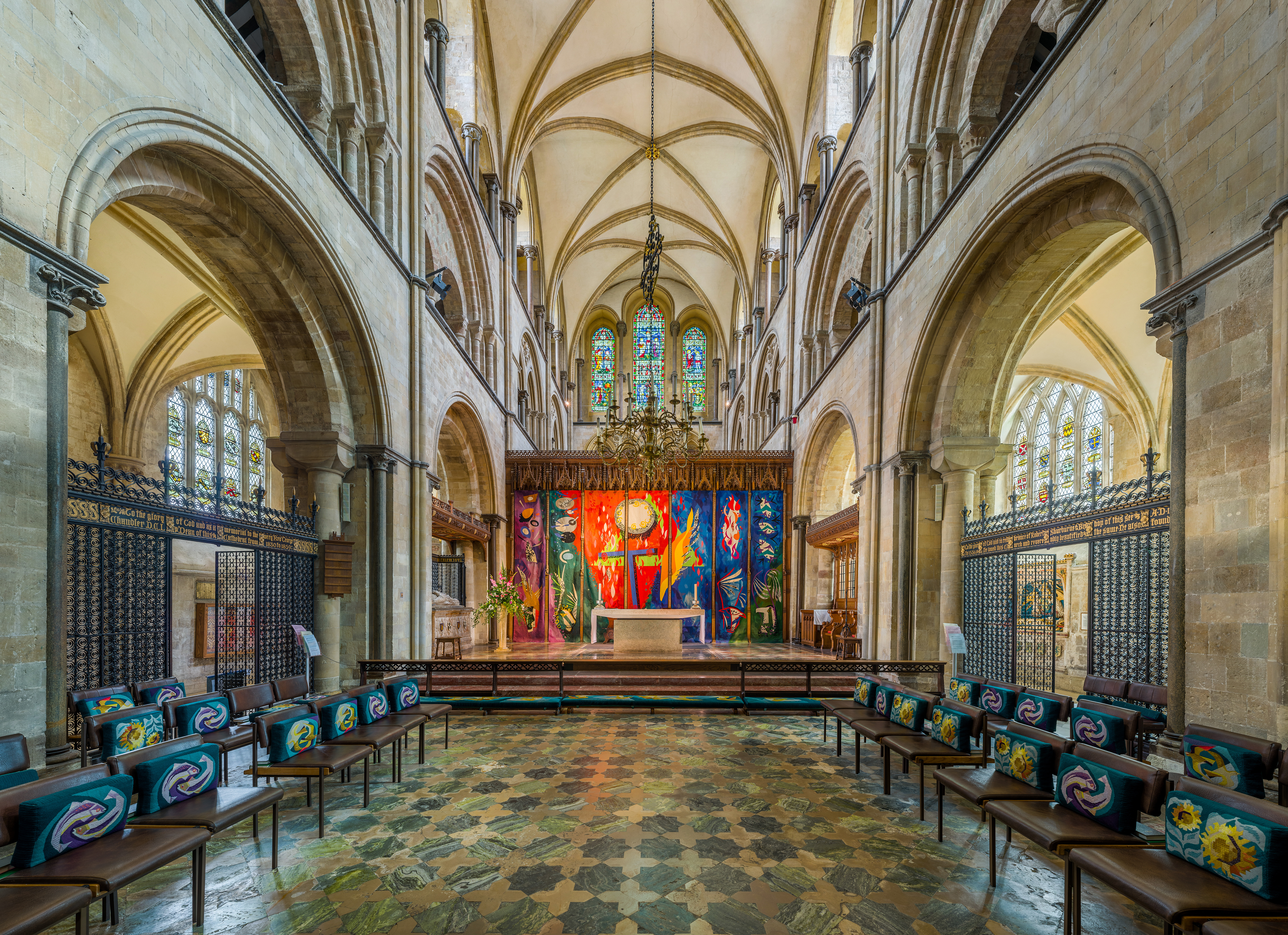
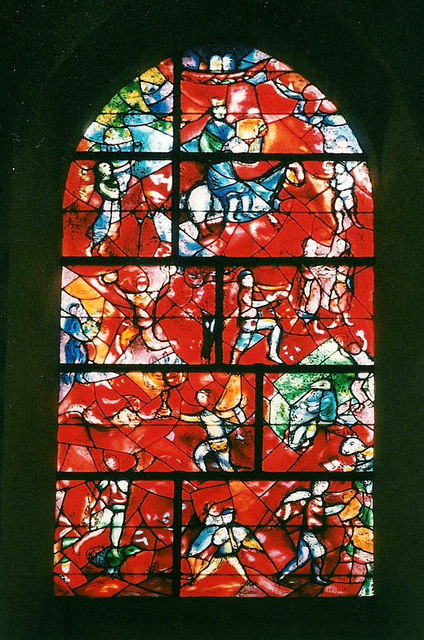
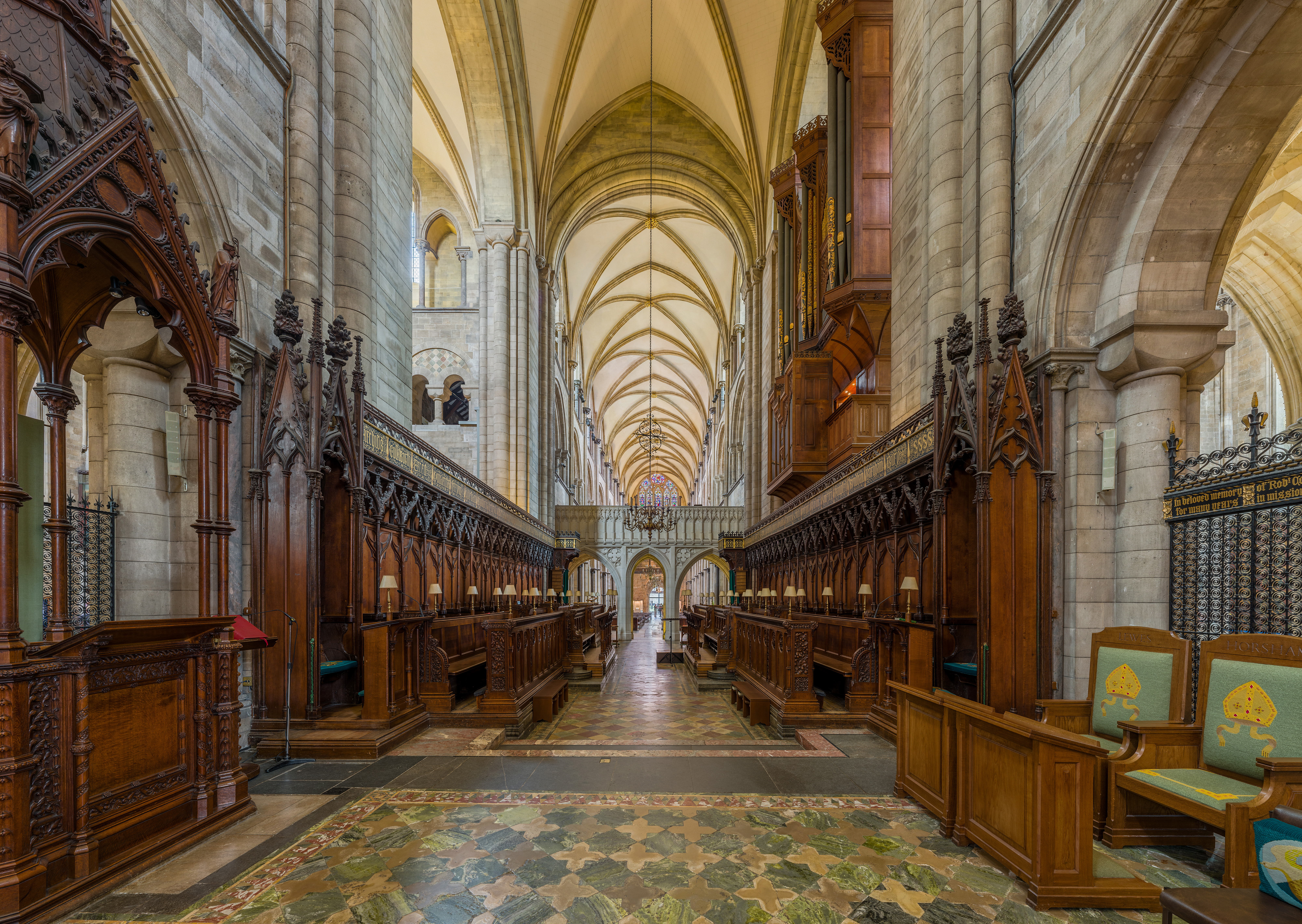
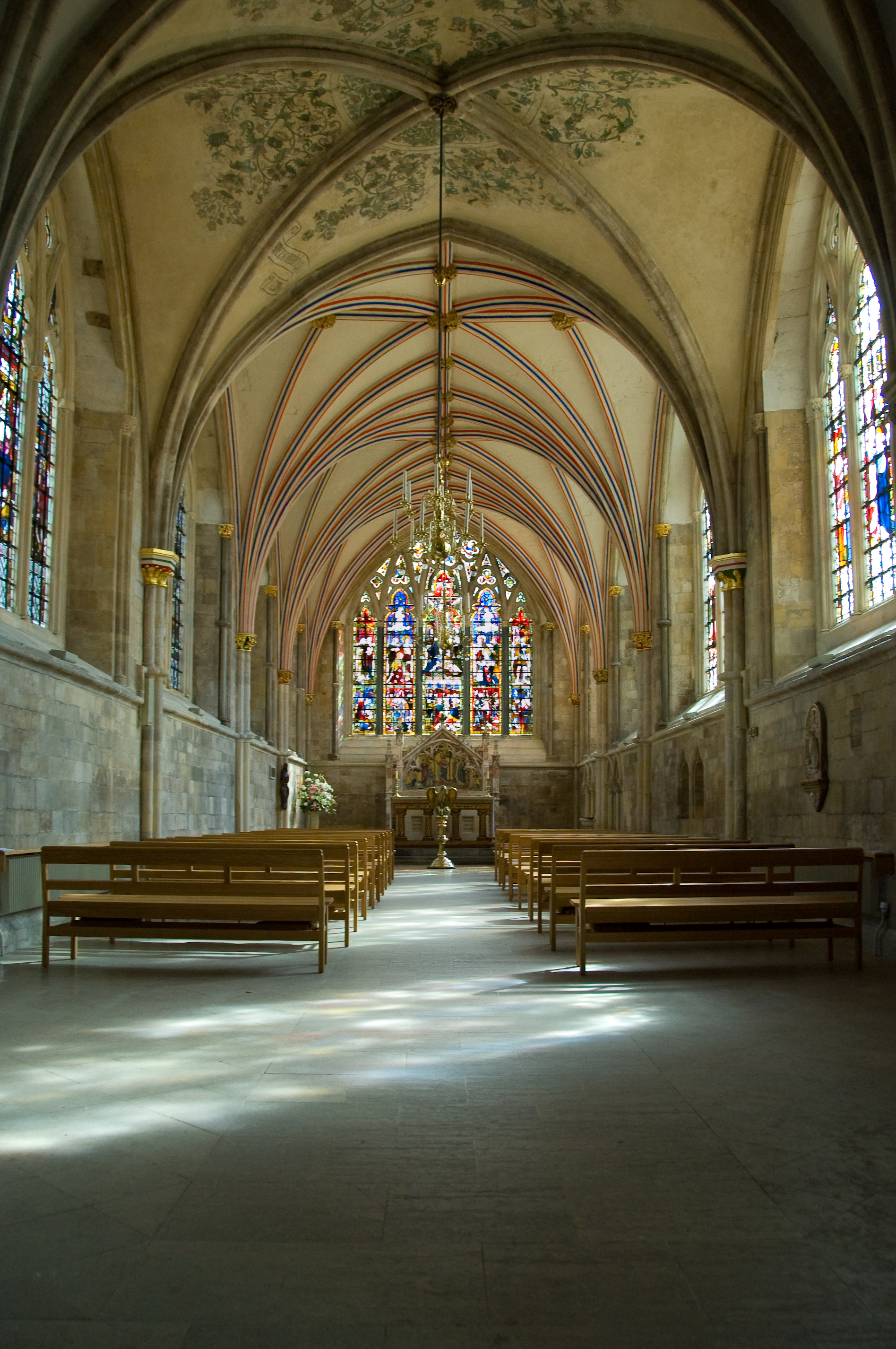
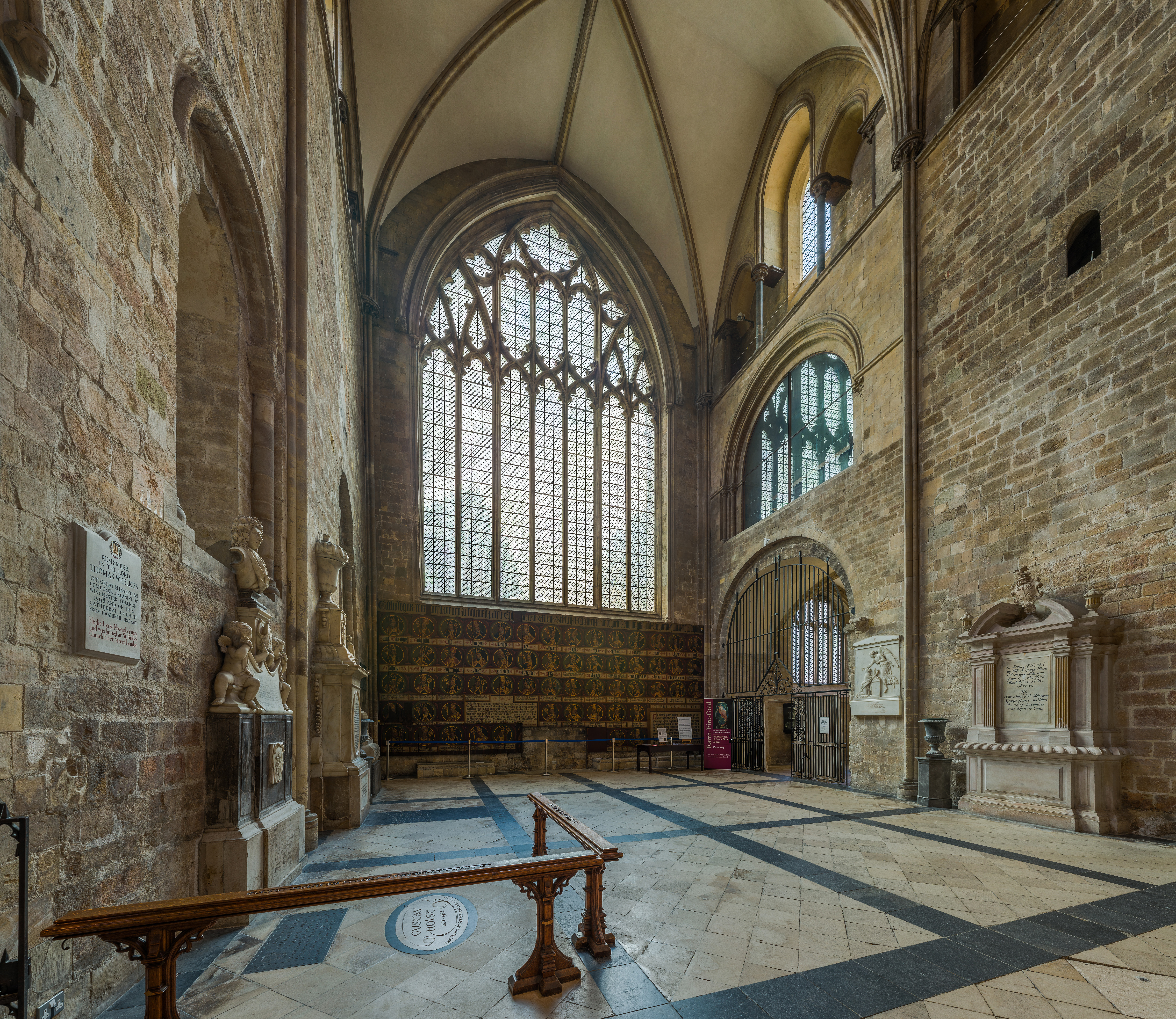